# Водяное отопление

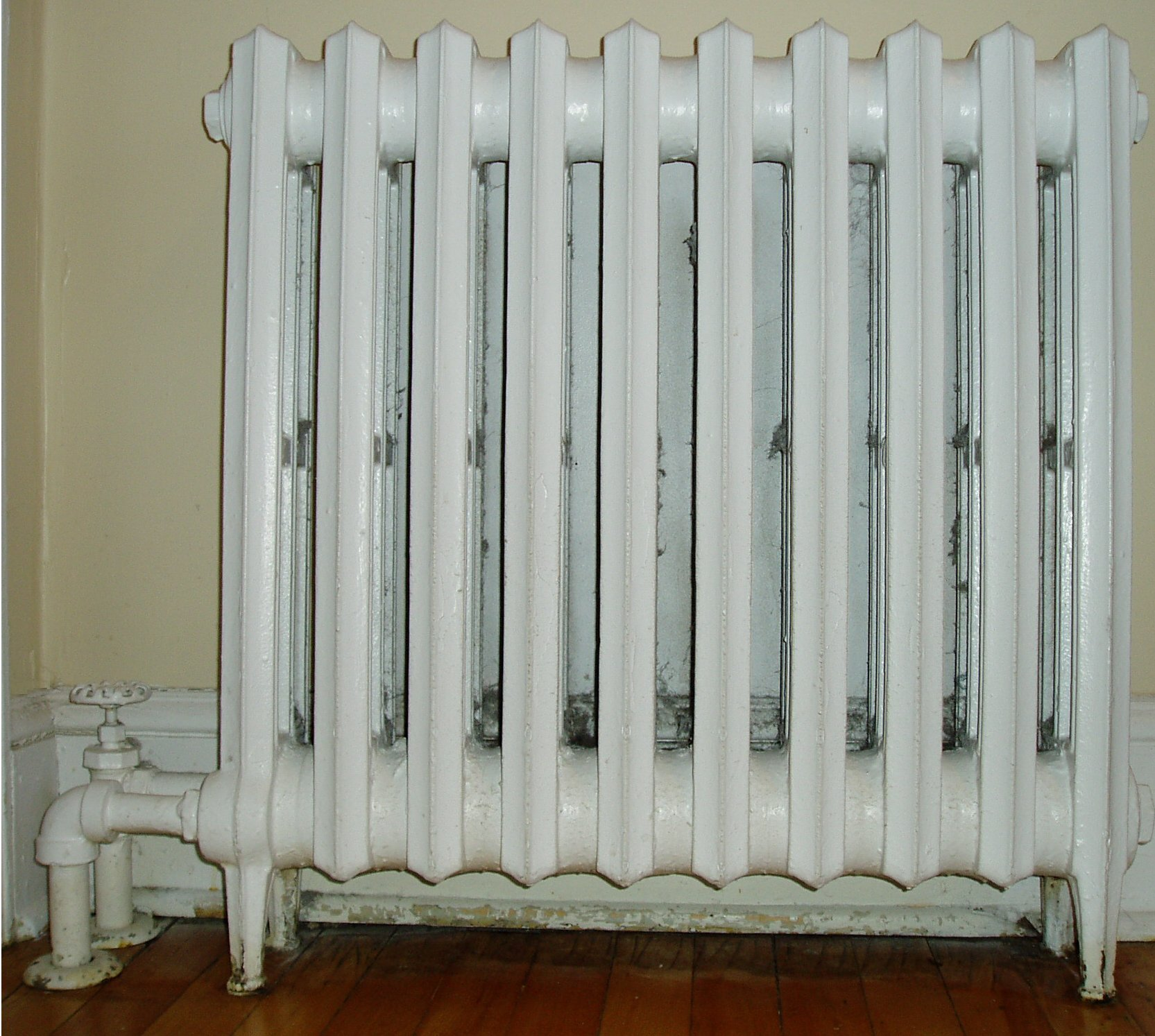
Чугунный радиатор водяного отопления.

Водяное отопление — способ отопления помещений с помощью жидкого теплоносителя (воды, или незамерзающей жидкости на водяной основе). Передача тепла в помещение производится с помощью радиаторов, конвекторов, регистров труб.

## Описание
В отличие от парового отопления, вода находится в жидком состоянии, а значит имеет более низкую температуру. Благодаря этому водяное отопление более безопасно. Однако радиаторы для водяного отопления имеют большие габариты, чем для парового. Кроме того, при передаче тепла с помощью воды на большое расстояние температура значительно падает. Поэтому часто делают совмещённую систему отопления: от котельной с помощью пара тепло поступает в здание, где с помощью теплообменника передаётся воде, которая уже поступает к радиаторам.
В системах водяного отопления циркуляция воды может быть как естественной, так и искусственной. Системы с естественной циркуляцией воды просты и относительно надёжны, но имеют невысокую эффективность, которая зависит от правильного проектирования системы.
Недостатком водяного отопления также являются воздушные пробки, которые могут образовываться после спуска воды при ремонте отопления. Для борьбы с ними устанавливаются специальные спусковые клапаны. Перед началом отопительного сезона с помощью этих клапанов выпускается воздух благодаря избыточному давлению воды.

## Состав оборудования
- Тепловой пункт
- Магистрали
- Отдельные стояки и ветви
- Отопительные приборы
- Система управления теплоотдачей

## Устройство системы
Различаются системы:

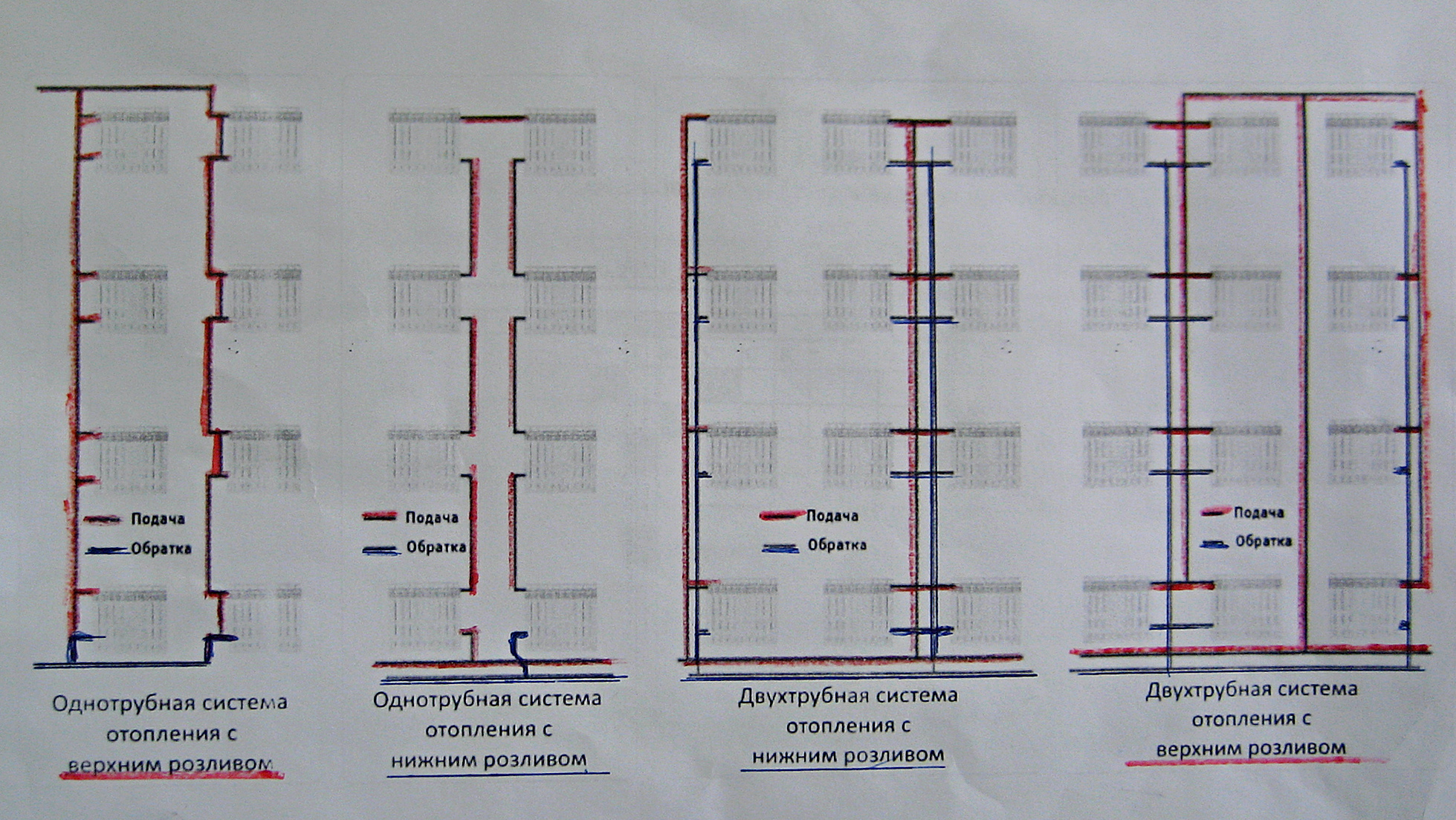
Виды систем отопления

- по способу разводки — с верхней, нижней, комбинированной, горизонтальной, вертикальной разводкой;
- по ходу движения теплоносителя в магистральных трубопроводах — тупиковые, встречные и попутные;
- по гидравлическим режимам — с постоянным и изменяемым режимом;
- по способу присоединения приборов — однотрубные, двухтрубные, коллекторные, комбинированные;
  - Однотрубная. Устроена следующим образом: отопительные приборы одного стояка подключены последовательно, то есть теплоноситель, постепенно охлаждаясь, проходит стояк из прибора в прибор. Разница температур радиаторов в начале и конце магистрали компенсируется разной поверхностью теплоотдачи приборов (например, различное количество секций для чугунных радиаторов) — меньшей в начале и большей в конце. Также может быть предусмотрена обвязка отопительного прибора с использованием байпаса, или короткозамыкающего участка.
  - Двухтрубная. В этом случае отопительные приборы подключены к стояку параллельно, что уменьшает разницу в температуре теплоносителя на каждом радиаторе. Такие системы более металлоёмки и требуют балансировки каждого прибора отдельно, если не предусмотрена попутная система циркуляции теплоносителя.

### Схемы подключения
Независимая схема подключения
Независимая (закрытая) схема подключения — схема присоединения системы теплопотребления к тепловой сети, при которой теплоноситель (перегретая вода или пар), поступающий из тепловой сети, проходит через теплообменник, установленный на тепловом пункте потребителя, где нагревает вторичный теплоноситель, используемый в дальнейшем в системе теплопотребления.
Зависимая схема подключения
Зависимая (открытая) схема подключения — схема присоединения системы теплопотребления к тепловой сети, при которой теплоноситель (вода) из тепловой сети поступает непосредственно в систему теплопотребления.
- В закрытых системах теплоснабжения, сетевая вода, циркулирующая в трубопроводах тепловой сети, используется только как теплоноситель (потребителем из тепловой сети не отбирается). В закрытых системах теплоснабжения, сетевой водой в теплообменных аппаратах осуществляется нагрев холодной водопроводной воды. Затем нагретая вода, по внутреннему водопроводу, подается к водоразборным приборам жилых, общественных и промышленных зданий.
- В открытых системах теплоснабжения сетевая вода, циркулирующая в трубопроводах тепловой сети, используется не только как теплоноситель, а частично (или полностью) отбирается потребителем из тепловой сети.

## Управление
Поддержание заданной температуры в помещении, отапливаемом от системы водяного отопления, возможно несколькими способами: изменением температуры, расхода теплоносителя через радиатор, и тем и другим одновременно. Температура теплоносителя, поступающего на радиаторы, обычно регулируется централизовано на тепловом пункте. Для индивидуальной регулировки температуры в помещении радиаторы оснащают регулировочными кранами (ручная регулировка), либо термостатами (автоматическая регулировка).
Индивидуальная регулировка возможна как на двухтрубной, так и на однотрубной системе: в последнем случае перед краном или термостатом обязательно должен быть установлен байпас.

## Комфортная влажность в помещении
Работающие радиаторы отопления значительно снижают влажность воздуха в помещении, этот показатель может падать до 20-25 %, тогда как комфортное значение относительной влажности для человека начинается от 45 % Недостаток влаги восполняется из стен, мебели, кожи и слизистых оболочек человека и домашних животных. Для поддержания комфортного значения влажности воздуха рекомендуется установка специальных увлажнителей либо аквариума, в особенности для детей и людей, страдающих заболеваниями дыхательных путей.